# دوزنده دوسیخچه‌ای آفریقایی
دوزنده دوسیخچه‌ای آفریقایی (نام علمی: Gynacantha africana) نام یک گونه از سرده دوزنده‌های دوسیخچه‌ای است.